# Une jeune fille étrange
Pour plus de détails, voir Fiche technique et Distribution.
Une jeune fille étrange (Čudna devojka / Чудна девојка), est un film yougoslave réalisé par Jovan Živanović en 1962. Le scénario s'inspire du roman Izlet u nebo de Grozdana Olujić.

## Synopsis
Minja, 19 ans, est déçue de sa liaison avec son professeur de dessin. Elle quitte sa petite ville de province et rejoint une grande ville. Là elle se lie avec Nenad, et son influence va la faire changer.

## Fiche technique
- Titre original : Čudna devojka / Чудна девојка
- Titre français : Une jeune fille étrange
- Réalisation : Jovan Živanović
- Scénario : Jug Grizelj, à partir du roman Izlet u nebo (Une excursion dans le ciel) de Grozdana Olujić.
- Production : Avala Film
- Musique : Darko Kraljic
- Durée : 103 min
- Date de sortie : 
  - Yougoslavie : 17 février 1962
  - Suisse (festival de Locarno) : 29 juillet 1962

## Distribution
- Špela Rozin : Minja
- Voja Mirić : Nenad
- Zoran Radmilović : Peđa
- Ljubiša Jocić : professeur de dessin
- Dragoš Kalajić : Boba
- Branimir Tori Jankovic : Rajko
- Dusan Vujisic : Rodja